# Mid Canterbury Rugby
Mid Canterbury es una selección provincial de Nueva Zelanda que representa a la Mid Canterbury Rugby Football Union de la ciudad de Ashburton en competencias domésticas de rugby.
Desde el año 2006 participa en el Heartland Championship, competencia en la cual ha obtenido dos campeonatos.
En el Super Rugby es representado por el equipo de Crusaders.

## Historia
Desde el año 1976 hasta el 2005 participó en el National Provincial Championship la principal competencia entre clubes provinciales de Nueva Zelanda, en la que logró varios campeonatos de segunda y tercera división.
Desde el año 2006 ingresa al Heartland Championship, en la que ha logrado dos campeonatos y una Lochore Cup.
Ha enfrentado en una ocasión a los British and Irish Lions perdiendo en 1983 por una marcador de 6-26, ha logrado un triunfo frente al seleccionado de Australia en 1964 por una marcador de 16 a 10.

## Palmarés

### Segunda División (1)
- Segunda División del NPC (1): 1983

### Tercera División (2)
- Tercera División del NPC (2): 1994, 1998

### Heartland Championship
- Meads Cup (2): 2013, 2014
- Lochore Cup (1): 2017

## All Blacks
- D.H Cameron
- R.G Perry
- J.C Ross